# 프란시스코 고야
프란시스코 호세 데 고야 이 루시엔테스(스페인어: Francisco José de Goya y Lucientes [fɾanˈθisko xoˈse ðe ˈɣoʝa i luˈθjentes][*], 1746년 3월 30일 - 1828년 4월 16일)는 스페인의 대표적인 낭만주의 화가이자 판화가이다. 고야는 궁정화가이자 기록화가로서 많은 작품을 남겼다. 18세기 스페인 회화의 대표자로 특히 고전적인 경향에서 떠나 인상파의 시초를 보인 스페인 근세의 천재 화가로 알려져 있다. 파괴적이고 지극히 주관적인 느낌과 대담한 붓터치 등은 후세의 화가들, 특히 에두아르 마네와 파블로 피카소에게 많은 영향을 주었다.

## 생애

### 유년기
프란시스코 고야는 1746년 3월 30일 스페인 아라곤 지방의 푸엔데토도스에서 가난한 농가의 아들로 태어났다. 그의 아버지 호세 베니토 데 고야 이 프랑크는 도금 업자였으며 처가에 살았다. 때문에 고야는 어린 시절을 어머니 집안에서 보냈다. 1749년 무렵 고야의 가족은 사라고사에 집을 마련하였고 몇 년 후 그곳으로 이사하였다. 이 곳에서 고야는 마르틴 사파테르와 막역한 사이였던 에스쿠엘라스 피아스의 학교에 다녔으며 이 때의 경험은 고야의 인생에 많은 영향을 주었다. 고야는 어릴 때부터 재능을 보였고 14세가 되자 화가 호세 루산의 도제로 들어갔다.
1765년 마드리드에서 벨라스케스와 렘브란트의 작품에 감동을 받았다. 후일 고야는 마드리드로 옮겨 당대의 유명한 궁정화가인 안톤 라파엘 멩스의 제자로 들어갔다. 그러나 고야는 스승과의 불화로 인해 졸업을 인정받지 못했다. 고야는 1763년과 1766년에 왕립 미술 학회에 입회신청서를 제출하였으나 모두 거절당했다.
1771년 고야는 이탈리아로 여행하였고 파르마의 회화전에서 2등으로 수상하였다. 그해 말 고야는 사라고사로 돌아가 필라 성모 대성당 소속의 화가가 되었다. 그곳에서 고야는 프란시스코 베이유 이 수비아스와 함께 작업하였다. 고야의 뛰어난 색감은 얼마 지나지 않아 유명해졌다.

### 성숙기
1773년 7월 25일 고야는 베이유의 여동생 호세파와 결혼하였다. 그 후 고야는 왕립 미술 학회의 회원이었던 베이유의 도움으로 엘 에스큐리알과 엘 파르도 궁전의 테피스트리 제작에 참여하여 5년간에 걸쳐 42개의 패턴을 제작하였다. 고야는 이 작업으로 왕가의 주목을 받았고 성 프란시스코 성당의 제단화를 그려 실력을 인정받은 후 왕실 미술 학회의 회원이 되었다.
1783년 고야는 카를로스 3세의 측근이었던 플로리다블랑카 백작의 초상화를 제작하였다. 이 일을 계기로 고야는 많은 왕가의 초상화를 제작하게 되었다. 1788년 카를로스 3세가 사망하고 1789년 카를로스 4세가 즉위하였다. 프랑스 대혁명이 일어난 이 해에 고야는 궁정화가가 되었다.

### 궁정화가

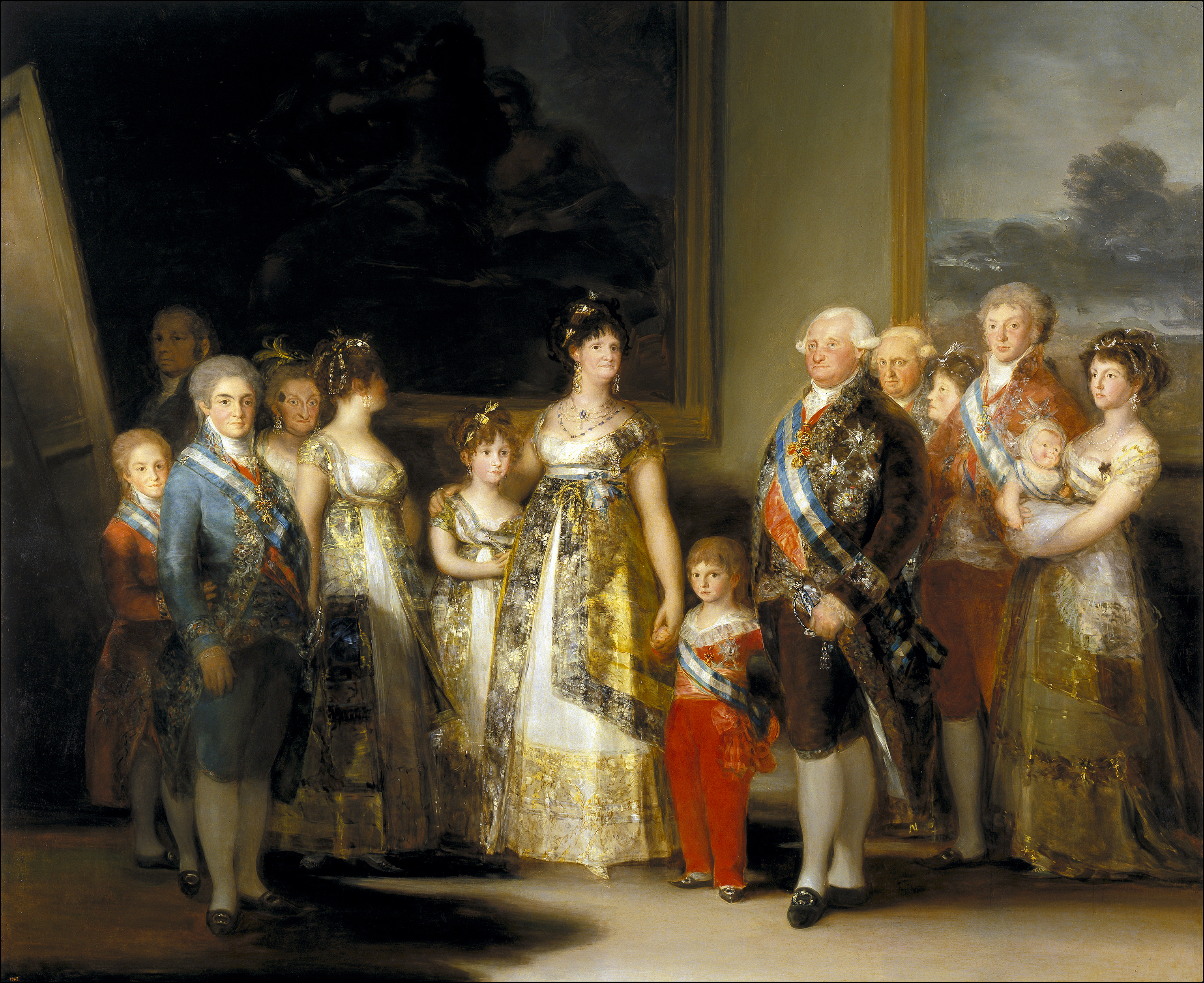
카를로스 4세의 가족, 1800년

1786년 카를로스 3세의 초상화를 그린 이래 고야는 왕가의 초상화를 그리기 시작하였다. 1789년에는 정식으로 궁정화가가 되었고 1799년 수석 궁정화가가 되어 연봉으로 50,000 레알과 사륜 마차 비용으로 500 두캇을 받았다. 궁정화가로서 고야는 왕과 왕후를 비롯한 많은 왕족과 귀족의 초상화를 그렸다. 그 가운데 1800년 작 《카를로스 4세의 가족》이 유명하다.

### 카프리초스

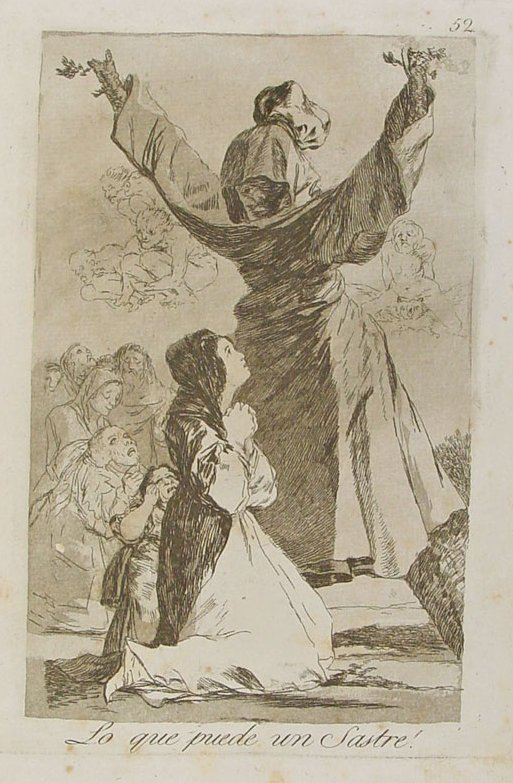
카프리초스 52번째 그림, 1799년

1792년 콜레라에 걸린 고야는 고열로 인해 청각을 잃게 된다. 5년뒤 회복에 이르기까지 고야는 깊은 상실감을 맛보았다. 이 기간 동안 고야는 프랑스 대혁명의 이상에 이끌렸고 관련 철학책들을 탐독하였다. 1799년 고야는 에칭의 일종인 애쿼틴트 기법으로 제작한 판화집 《카프리초스》(스페인어: Caprichos, 변덕)를 발표하였다. 이 작품 속에서 고야는 가톨릭 성직자들을 괴물이나 악마로 묘사하며 마녀와 악마에 대한 미신에 사로잡힌 스페인의 풍조와 부패한 가톨릭 교회의 실상을 고발했다. 마카브르의 일종인 이 판화집은 카툰의 시초로 평가받기도 한다.어두운 분위기의 판화들로 채워진 이 판화집에 그는 다음과 같은 부제를 붙였다.
| “ | 이성이 잠들면 괴물이 깨어난다. | ” |

한편 1798년 고야는 파도바의 안토니오를 기념하는 마드리드의 플로리다 성 안토니오 성당의 벽화를 그렸다.

### 말년

1808년 5월 3일의 처형

1808년에서 1814년까지 프랑스와 스페인간에 반도 전쟁이 일어났다. 고야는 반도 전쟁에 관한 여러 기록화를 남겼다. 특히 1808년 5월 2일과 5월 3일의 사건을 그린 《1808년 5월 2일》과 《1808년 5월 3일의 처형》이 유명하다. 그는 프랑스 대혁명의 지지자였지만 자신의 조국 스페인을 침략한 프랑스군의 만행을 있는 그대로 묘사하였다. 1810년에서 1820년까지 제작한 《전쟁의 재난》(스페인어: Los Desastres de la Guerra)은 전쟁 중에 일어난 학살과 비인도적 만행을 기록한 판화집이다. 1812년 고야의 아내 호세파가 사망하였다.
1814년 프랑스군이 물러가고 페르난도 7세가 왕위에 복귀하였으나 고야는 왕궁으로 돌아가지 않았다. 이후 고야는 가정부 도냐 레오카디나와 그녀의 사생아 로사리오 웨이스와 함께 살았다. 고야는 로사리오에게 그림을 가르쳐 주었는데 그녀는 고야의 딸이었으리라 짐작되고 있다. 말년의 고야는 《유스타와 루피나》와 같은 작품들을 제작하였다. 고야는 세상과 떨어져 지내고자 만사나레스 근처에 집을 한 채 구해 "퀸타 델 소르도"(스페인어: Quinta del Sordo, 귀머거리의 집)이라 이름 붙였다. 그는 여기서 검은 그림들을 제작하였다.
1824년 고야는 프랑스 보르도로 이주하였고 이후 파리에도 잠시 있었다. 1826년 스페인으로 돌아왔으나 건강이 악화되어 보르도로 갔으며 1828년 82세를 일기로 사망하였다.

## 작품
작품으로 벨라스케스풍의 종교화와 초상화 및 민중 생활에서 제재를 취한 사실적 풍속화가 많이 있는데, 그 중에서도 초상화 <옷 입은 마하> <벌거벗은 마하> <카를로스 4세의 가족> 등과 역사화 <5월 3일 처형>, 그리고 동판화 <투우> 등은 특히 유명하다. 대다수의 작품이 마드리드 왕립 회화관에 보관되어 있다.
고야의 작품은 그가 콜레라를 앓고 청각을 잃은 1792년을 기점으로 전기 작품과 후기 작품으로 뚜렷이 나뉜다. 전기 작품은 고야가 궁정화가로서 그린 왕족과 귀족의 초상화들과 여러 테피스트리들로 화려하고 밝은 느낌의 그림들이 주류를 이룬다. 그러나 1792년 이후 고야의 그림은 눈에 띄게 어두워진다. 게다가 반도 전쟁이후의 참상을 겪으면서 그의 그림은 무거운 주제와 어두운 색조를 담은 것으로 변하게 된다. 말년 부인을 잃고 퀸타 델 소르도에 그린 일련의 검은 그림에서 그의 이러한 성향은 최고조에 달한다.

### 마하
| 〈옷 벗은 마하〉, 1800년 |
| 〈옷 입은 마하〉, 1803년 |

마하연작은 고야의 가장 널리 알려진 그림들 가운데 하나이다. 1800년에 〈옷 벗은 마하〉를 그렸고 1803년에는 〈옷 입은 마하〉를 그렸다. 같은 여인이 똑같은 포즈로 그려져 있는 이 두 그림은 어떠한 비유나 신화적 연관성이 없는 현실의 여인을 대상으로 한 그림으로, "서양 예술 최초의 등신대 여성 누드"로 평가받는다. 《옷 벗은 마하》는 신성 모독 논란을 일으켰고 고야는 그림에 옷을 입히라는 압력을 받았다. 이에 고야는 그림에 옷을 입히는 것을 거절하고 《옷 입은 마하》를 새로 그렸다.
그림의 모델인 마하 누구인지는 명확하지 않다. 그림을 소유하게 된 카를로스 4세의 수상 마누엘 데 고도이를 비롯한 여러 사람이 마하의 후보로 알바 여공을 꼽았으나 고야는 이를 부정하였다. 마누엘 데 고도이의 아끼는 정부라는 설도 있다. 여러모로 보아 마하는 실존의 어떤 인물이기보다는 이상화된 여성으로 보는 것이 타당할 것이다. 1808년 고도이가 실각하자 이 그림은 그의 모든 재산과 함께 페르난도 7세에게 귀속되었다. 1813년 스페인 종교재판은 마하 연작을 외설스럽다고 압수하였으나 1836년 반환하였다. 고야는 간신히 이단 심판을 면할 수 있었다. 현재 마하 연작은 스페인 프라도 박물관이 소장하고 있다.

### 어두운 세계
1793년에서 1794년 사이 고야는 일련의 환상적인 그림들을 그렸다. 이 시기 그는 머리를 울리는 이상한 소음과 청각상실로 고통받고 있었다. 신경쇠약에 걸린 그는 이 시기에 환상적이면서도 악몽을 표현하는 어두운 그림들을 남겼다. 이러한 그림들은 만년의 고야가 그린 검은 그림들과 깊은 연관성을 보인다. 1799년 그는 마카브르의 영향을 강하게 보여주는 82개의 판화들을 묶어 《카프리초스》를 발표한다. 고야는 이러한 제목을 붙인 까닭을 다음과 같이 밝혔다.
| “ | …… 모든 문명 사회는 수 없이 많은 결점과 실패로 가득차 있다. 이는 악습과 무지, 당연한 것이 되어버린 이기심으로 인해 널리 퍼진 편견과 기만적 행위에 의한 것이다. | ” |
|   | — 고야 |   |

### 전쟁의 광기, 검은 그림
반도 전쟁이 가져온 결과는 참혹했다. 스페인 전역은 프랑스군에 의해 학살과 죽음의 공포에 떨었다. 프란시스코 고야는 전쟁의 참상을 그림을 통해 고발하였다. 《1808년 5월 3일의 처형》이 널리 알려져 있다. 고야는 전쟁의 참상을 담은 판화집 《전쟁의 재난》을 제작하였다. 고야는 전쟁을 기록한 이 판화 연작에서 프랑스 군인의 만행을 기록함과 동시에 스페인 사람들이 프랑스에 협력한 자국민에게 벌인 만행 역시 똑같이 기록하였다. 전쟁이 끝나고 스페인 왕정이 복귀하였으나 고야는 이미 왕가의 신임을 잃은 상태였다. 외딴 집에서 살기로 작정한 고야는 퀸타 델 소르도에서 검은 그림 연작을 남겼다. 이 그림들 속에서 그는 이성이라는 이름 뒤에 가려진 광기를 묘사하였다. 검은 그림들 가운데 〈자식을 잡아먹는 사투르누스〉가 유명하다. (귀머거리의 집 1층 식당 정면에 위치, 완성 후 그림을 감상하며 식사를 했다고 한다.)
|                                                                                         |                                                   |                                              |
| 〈잘하는 짓이다! 시체를 가지고!〉 〈더 이상 어찌할 수 있겠는가?〉 《전쟁의 재난》중에서 | 〈자식을 잡아먹는 사투르누스〉 《검은 그림 연작》 | 〈유디트와 홀로페르네스〉 《검은 그림 연작》 |

### 내용주
1. ↑  앨 에스큐리알은 유네스코의 세계유산으로 등재되어 있다.

### 참조주
1. ↑  Goya and Modernism, Bienal Internacional de São Paulo Retrieved 27 July 2007.
2. ↑  Galeria de Arte transparencias Ancora A Todo Color 1961 Goya biography from the Museo del Prado. As quoted on eeweems.com 보관됨 2012-03-22 - 웨이백 머신
3. 1 2  Licht, Fred: Goya: The Origins of the Modern Temper in Art, page 68. Universe Books, 1979.
4. ↑  "Rosario Weiss 보관됨 2008-11-18 - 웨이백 머신". Jose de la Mano Madrid Art Gallery.
5. ↑  《글로벌 세계대백과사전》
6. 1 2  The Clothed Maja and the Nude Maja 보관됨 2010-01-03 - 웨이백 머신, the Prado Retrieved 27 July 2007.
7. ↑  Museo del Prado, Catálogo de las pinturas, 1996, p. 138, Ministerio de Educación y Cultura, Madrid, ISBN 84-87317-53-7
8. ↑  The Sleep of Reason Linda Simon (www.worldandi.com). Retrieved 2 December 2006.
9. ↑  진중권, 춤추는 죽음, 세종서적, 2005, ISBN 89-8407-181-1, 76-90쪽